# Wercklea hottensis
Wercklea hottensis là một loài thực vật có hoa trong họ Cẩm quỳ. Loài này được (Helwig ex Urb.) Fryxell miêu tả khoa học đầu tiên năm 1981.